# 외발자전거

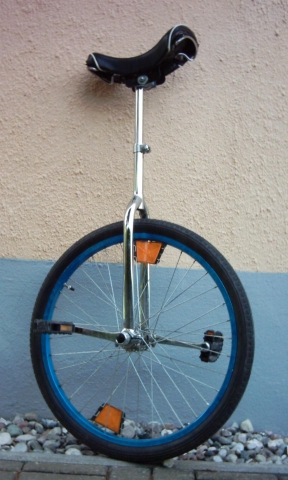
외발자전거

외발자전거는 바퀴가 하나 달린 인력으로 움직이는 기계이다. 외발자전거는 자전거와 비슷하지만 덜 복잡한 구조를 가진다.

## 역사
1866년에 제임스 스탠리는 페니파딩이라고 불리는 특이한 자전거를 발명했는데, 앞바퀴가 매우 크고 뒷바퀴가 작은 것이 특징이다. 이 자전거를 외발자전거라는 발상을 일으킨 시초로 보는데, 어떤 이론에 따르면 이 자전거가 19세기 후반에 걸쳐 유명해지면서 외발자전거로 발전했다는 것이다. 이 자전거 발판이 있는 크랭크가 앞바퀴 축에 연결되어 있었기 때문에, 뒷바퀴가 때때로 공중에 뜨면서 주행자가 살짝 앞으로 이동하기도 했다. 아마도 이런 현상으로 인해 탑승자들은 얼마나 오래 뒷바퀴를 들고 탈 수 있을지 보려고 했으며, 이로부터 외발자전거가 태어났다. 이런 이론의 증거로 19세기 후반부터 큰 바퀴를 가진 외발자전거를 보여주는 그림을 찾아볼 수 있다.
외발자전거는 자전거보다 탑승에 더 큰 기술을 요구하므로, 외발자전거를 탈 수 있었던 다수의 사람들은 예능인이 되었다. 해를 거듭할수록, 외발자전거 애호가들은 제조자들에게 영감을 주어 새로운 디자인, 가령 안장이 없는 외발자전거 (얼티밋 휠; ultimate wheel) 또는 키 큰 외발자전거 ('기린' 외발자전거) 등을 개발하게 했다. 1980년대 후반, 몇몇 익스트림 스포츠를 즐기는 사람들이 외발자전거에 관심을 보이면서 오프로드 외발자전거 (산악 외발자전거) 가 탄생했다.

## 익스트림 외발자전거
최근에 외발자전거는 스포츠로서, 그리고 또한 운송 수단으로서 인기를 얻어가고 있다. 최근 10년 동안, 외발자전거 동호인들은 외발자전거를 전통적인 퍼레이드, 체육관, 서커스의 영역으로부터 독립시켜 새로운 영역을 창조해 나가고 있다.
- 장애물 통과 외발자전거 (Trial) : 이는 어떤 종류의 장애물이든, 가령 자연 지물 또는 도시에 존재하는 장애물 등을 타고 넘는 종목이다. 이는 짧은 거리에서 기술적인 어려움을 극복하는 데에 초점을 맞추고 있으며, 목표는 가능한 한 어떤 주행 기법을 사용해서라도 떨어지지 않고 장애물을 타거나 뛰어넘고 착지하는 대에 있다.

- 산악 외발자전거 (MUni) : 크로스컨트리와 트라이얼 종목을 결합하여, 어느 정도의 거리에서 기술적으로 어려운 지형을 주행하는 데에 목표를 둔다. 익스트림 스포츠 비디오와 영화에서는 보통 이 종목을 어려운 지형지물을 내려가는 데에 초점을 두어 보여주지만, 이 용어는 또한 어려운 언덕 주행도 포함한다. 이러한 모험은 또한 바퀴의 공기압을 이용해 언덕이나 바위를 도약하는 것도 포함한다.

- 평지 기술 외발자전거 (프리스타일) : 평지 기술 외발자전거의 목표는 외발자전거를 "프리스타일 기술"이라고 통칭되는 여러 기술을 이용하여 타는 것이다. 수많은 기술들이 있지만, 가장 대중적인 것들을 모아서 "10가지 기술 단계"로 불리는 구분으로 모여 있다. 보통 실내 체육관 또는 땅이 고르게 포장되어 있는 실외에서 진행한다.

- 스트리트 : 장애물 통과와 평지 기술을 결합하여 도시 지역에서 통상 행해진다. 목표는 장애물 위에서 화려한 기술을 선보이는 것으로, 전체적인 난이도는 장애물의 난이도뿐만이 아니라 기술의 어려움에도 기인한다. 일반적인 장애물 통과와의 차이점은 장애물 통과 자체에 목표를 두지 않고, 오히려 장애물을 기술 시행을 위한 장치로 사용한다는 점이다.

## 외발자전거의 주요 종류
지역마다 생산 또는 수입되는 외발자전거의 종류 및 가격은 다소 상이하나, 일반적인 특성만을 모아 소개하면 다음과 같다.
기술용 외발자전거보통 상대적으로 높은 안장봉, 폭이 좁은 안장, 각진 부분이 있는 프레임, 그리고 가로 쐐기가 없는 크랭크 (심한 압력을 견딜 필요가 없으므로) 등으로 구성되어 있다.
장애물 통과용 외발자전거표준적인 외발자전거보다 강하게 만들어져 있어서 도약, 떨어짐, 그리고 페달이나 크랭크 등이 외발자전거 및 주행자의 무게를 받치는 데에 무리가 없게 설계되어 있다. 타이어는 폭이 넓고 우툴두툴하게 되어 있어 약간의 충격을 흡수하는 데에 도움을 준다.
산악용 외발자전거장애물 통과용 외발자전거와 비슷하나 주요한 차이점이 있다. 보통 바퀴 지름은 24인치나 26인치를 사용하여 뿌리나 바위와 같은 장애물 위를 쉽게 굴러가게 되어 있고, 안장이 두텁고 더 편하게 되어 있어서 험한 지형지물에서 완충 역할을 수행한다. 심한 급경사 하강을 위해 브레이크가 쓰이기도 한다.
장거리 주행용 외발자전거26인치에서 36인치 가량의 큰 바퀴 지름을 갖고 있어서 페달 회전량에 비해 긴 거리를 이동할 수 있다. 크랭크의 길이를 조절해 더 속도를 내려는 경향도 있는데, 보통 125 mm 길이를 사용하나, 몇몇 경우에는 최단 40 mm 길이의 크랭크를 사용하는 경우도 있다.